# Israel Bascón
Israel Bascón (Utrera, 16 marzo 1987) è un ex calciatore spagnolo, di ruolo centrocampista.